# Jan Pella
Jan III Pella herbu Pomian (zm. 5 kwietnia 1428 roku) – ksiądz katolicki, kanonik krakowski, gnieźnieński, sandomierski, uniejowski, prepozyt kruszwicki, biskup kujawski w latach 1421–1428, sekretarz królewski i współpracownik Władysława II Jagiełły.

## Życiorys
Syn Alberyka (Wojciecha) z Niewiesza. Mianowany kanonikiem gnieźnieńskim w 1391. W 1397 objął kanonię uniejowską, a od 1398 był tam scholastykiem. Rok później mianowany prepozytem kruszwickim. Był też kanonikiem krakowskim i włocławskim. W 1421 mianowany biskupem kujawskim. 
W 1423 wystarał się u króla Władysława Jagiełły o nadanie praw miejskich Łodzi, a rok później określił prawa i obowiązki jej mieszkańców.
Był sygnatariuszem pokoju mełneńskiego w 1422.
Zmarł w 1428. Pochowany został w katedrze włocławskiej, gdzie dawniej istniał jego nagrobek (niezachowany do czasów współczesnych).